# Ozdobnik lucernowiec
Ozdobnik lucernowiec (Adelphocoris lineolatus) – gatunek owada z rzędu pluskwiaków. Owad zamieszkujący pierwotnie Europę i Azję Południowo-Wschodnią, później zawleczony do Ameryki Północnej.
Ozdobnik lucernowiec ma długość 6,5-9,5 mm, ubarwienie oliwkowe, zółtawobrunatne lub szarozielone. Larwy żerują na liściach lucerny, koniczyny, buraka cukrowego, ziemniaków, bawełny, powodując zamieranie roślin.